# Kanton Sains-Richaumont
Der Kanton Sains-Richaumont war von 1790 bis 2015 ein französischer Wahlkreis im Arrondissement Vervins, im Département Aisne und in der Region Picardie; sein Hauptort war Sains-Richaumont. Die landesweiten Änderungen in der Zusammensetzung der Kantone brachten im März 2015 seine Auflösung.
Der Kanton Sains-Richaumont war 171,88 km² groß und hatte 4450 Einwohner (Stand: 2012).

## Gemeinden
| Gemeinde                      | Einwohner | Code postal | Code Insee |
| ----------------------------- | --------- | ----------- | ---------- |
| Berlancourt                   | 93        | 2250        | 02068      |
| Chevennes                     | 155       | 2250        | 02182      |
| Colonfay                      | 95        | 2120        | 02206      |
| Franqueville                  | 123       | 2140        | 02331      |
| Le Hérie-la-Viéville          | 243       | 2120        | 02379      |
| Housset                       | 193       | 2250        | 02385      |
| Landifay-et-Bertaignemont     | 277       | 2120        | 02403      |
| Lemé                          | 474       | 2140        | 02416      |
| Marfontaine                   | 88        | 2140        | 02463      |
| Monceau-le-Neuf-et-Faucouzy   | 330       | 2270        | 02491      |
| La Neuville-Housset           | 50        | 2250        | 02547      |
| Puisieux-et-Clanlieu          | 299       | 2120        | 02629      |
| Rougeries                     | 241       | 2140        | 02657      |
| Sains-Richaumont              | 951       | 2120        | 02668      |
| Saint-Gobert                  | 320       | 2140        | 02681      |
| Saint-Pierre-lès-Franqueville | 60        | 2140        | 02688      |
| Le Sourd                      | 152       | 2140        | 02731      |
| Voharies                      | 78        | 2140        | 02823      |
| Wiège-Faty                    | 200       | 2120        | 02832      |

## Einwohner
| Bevölkerungsentwicklung | Bevölkerungsentwicklung |
| Jahr                    | Einwohner               |
| ----------------------- | ----------------------- |
| 1962                    | 5557                    |
| 1968                    | 5893                    |
| 1975                    | 5109                    |
| 1982                    | 4753                    |
| 1990                    | 4478                    |
| 1999                    | 4422                    |
| 2006                    | 4354                    |
| 2011                    | 4475                    |

## Politik
| Vertreter im conseil général des Départements | Vertreter im conseil général des Départements | Vertreter im conseil général des Départements |
| Amtszeit                                      | Name                                          | Partei                                        |
| --------------------------------------------- | --------------------------------------------- | --------------------------------------------- |
| 2004–2015                                     | Michel Lefevre                                | PS                                            |